# Basale Stimulation
Basale Stimulation (von basal = „grundlegend und voraussetzungslos“,  und lateinisch stimulatio = „Anreiz, Anregung“) ist ein therapeutisches Konzept. Es bedeutet die Aktivierung der Wahrnehmungsbereiche und die Anregung primärer Körper- und Bewegungserfahrungen sowie Angebote zur Herausbildung einer individuellen non-verbalen Mitteilungsform (Kommunikation) bei Menschen, deren Eigenaktivität aufgrund ihrer mangelnden Bewegungsfähigkeit eingeschränkt ist und deren Fähigkeit zur Wahrnehmung und Kommunikation erheblich beeinträchtigt ist. Das sind zum Beispiel schwerst mehrfachbeeinträchtigte Menschen, Menschen mit Schädel-Hirn-Trauma, Menschen mit hemiplegischem, apallischem oder komatösem Syndrom sowie geriatrische Patienten und Sterbende. Mit einfachsten Möglichkeiten wird dabei versucht, den Kontakt zu diesen Menschen aufzunehmen, um ihnen den Zugang zu ihrer Umgebung und ihren Mitmenschen zu ermöglichen und ihre Lebensqualität zu erhöhen.
Die Basale Stimulation wurde von dem Sonderpädagogen und heilpädagogischen Psychologen Andreas D. Fröhlich ab 1975 im Rahmen eines Schulversuches für schwerst behinderte Kinder entwickelt, veröffentlicht und ist heute als Begriff markenrechtlich geschützt. Sie versteht sich ausdrücklich als pädagogisches Konzept und nicht als therapeutische Technik. Während Fröhlich das Konzept für den Bereich der Sonderpädagogik entwickelte, wurde das Konzept von Christel Bienstein in Zusammenarbeit mit Fröhlich in den Bereich der Pflege übertragen und vom Deutschen Berufsverband für Pflegeberufe aufgegriffen.

## Grundlagen der Förderung
1. Rhythmisierung der Aktivzeiten und Ruheperioden
2. Schaffung geeigneter Lebens- und Lernräume
3. Organisation von Interaktionsangeboten und -möglichkeiten
4. Aufbau von persönlichen Beziehungen
5. Beteiligung an Alltagsaktivitäten

Unter anderem werden Erfahrungen wie das Spüren des eigenen Körpers (Haut als Kontaktstelle zur Außenwelt), die Empfindung der eigenen Lage im Raum (Koordination) und das Kennenlernen des eigenen Inneren (z. B. der Muskulatur) durch somatische, vestibuläre (Gleichgewichtssinn) und vibratorische Anregungen gegeben.
Diese sensorischen Basisbereiche sind intrauterin angelegt.

## Konkrete Beispiele
Es werden in der Betreuung oder Pflege Wahrnehmungserfahrungen angeboten, die an vorgeburtliche Erfahrungen anschließen und als Basis zur weiteren Entwicklung dienen.
Außerdem werden fünf Sinne angesprochen (Sehen, Hören, Schmecken, Fühlen, Riechen).
- Singen, Summen, Wasserbett mit starkem Lautsprecher darunter, unterschiedliche Musik im Raum, Klang- und Rhythmus-Instrumente über oder neben dem Körper spielen; wenn möglich, den Menschen selbst einen Schlägel verwenden oder die Vibration eines Instrumentes selbst spüren lassen.
- Verschiedenartige, farbiges Licht gebende, auch sich bewegende Beleuchtungskörper über der Bettstätte oder für den Menschen sichtbar im Raum um ihn herum.
- Mobiles und Wasserspiele im Raum.
- Bällchenbett, Schaukeln, Rollstuhl.
- Massagen aller Art und Stärke mit den verschiedensten Methoden, Ölen, Gegenständen, Erde und Pflanzen.
- Stimulation durch wechselnde Lagerung, auch in Räumen mit Menschen und im Freien.
- Bewegung im Schwimm- und Sprudelbad mit unterschiedlichen Trage- und Spielgeräten.
- Die Nahrungsaufnahme, wenn möglich, reizvoll und angenehm gestalten.
- Rhythmus, der sich erkennbar wiederholt, im Tageslauf.
- Tätigkeiten mit Sprache begleiten, auch Erzählen.
- Stimulation durch das Berühren (Streicheln) von Tieren in der tiergestützten Therapie.

Jede Eigentätigkeit, die dabei möglich ist, wird unterstützt, ebenso jeder Ansatz, der wie eine Reaktion, eine Antwort wirkt oder ein gegenseitiges Miteinander entstehen lässt. „Spiel-, Neugier- und Erkundungsaktivitäten“ können bei zuvor scheinbar gänzlich inaktiven Personen beobachtet werden.
Die Basale Stimulation sollte sinnvoll in den Alltag integriert werden (z. B. Förderpflege, Basale Aktionsgeschichten). Sie darf nicht aufgezwungen werden, stattdessen muss auf die aktuelle Befindlichkeit der Person Rücksicht genommen und das Angebot daran angepasst werden.